# Snatch (serie televisiva)
Snatch è una serie televisiva britannica-statunitense tratta dall'omonimo film del 2000 ed è ispirata a fatti realmente accaduti.
È stata pubblicata dal 16 marzo 2017 al 13 settembre 2018 sul servizio on demand Sony Crackle.
In Italia, la serie è stata distribuita dall'11 ottobre 2017 al 24 ottobre 2018 su TIMvision.

## Trama
Un gruppo di giovani criminali, tutti ventenni, scopre un camion carico di lingotti d'oro rubati e ben presto senza volerlo si troveranno nel cuore della criminalità organizzata di Londra.

## Episodi
| Stagione         | Episodi | Pubblicazione USA | Pubblicazione Italia |
| ---------------- | ------- | ----------------- | -------------------- |
| Prima stagione   | 10      | 2017              | 2017                 |
| Seconda stagione | 10      | 2018              | 2018                 |

## Personaggi e interpreti

### Principali
- Albert Hill, interpretato da Luke Pasqualino, doppiato da Flavio Aquilone.
Spacciatore dell'est di Londra.
- Charlie Cavendish-Scott, interpretato da Rupert Grint, doppiato da Davide Perino.
Compagno di crimine di Albert proveniente da una ricca famiglia.
- Billy ‘Fuckin’ Ayres, interpretato da Lucien Laviscount, doppiato da Luca Mannocci.
Locale pugile nomade di origini Pavee e amico di Albert e Charlie.
- Lotti Mott, interpretata da Phoebe Dynevor, doppiata da Emanuela Ionica.
Compagna di Sonny Castillo che disperatamente vuole e decide di aiutare Albert e Charlie nel loro schema.
- Lily Hill, interpretata da Juliet Aubrey, doppiata da Emanuela Rossi.
Madre di Albert.
- DI Bob Fink (stagione 1), interpretato da Marc Warren.
Locale signore del crimine che sembra essere un ispettore di polizia.
- Chloe Cohen (stagione 1), interpretata da Stephanie Leonidas, doppiata da Virginia Brunetti.
Commerciante d'oro.
- Hate 'Em, interpretato da Tamer Hassan, doppiato da Roberto Draghetti.
Compagno di cella di Vic in prigione.
- Vic Hill, interpretato da Dougray Scott, doppiato da Antonio Sanna.
Padre di Albert, leggendario rapinatore di banche che gestisce i traffici dal carcere.

### Ricorrenti
- Sonny Castillo, interpretato da Ed Westwick, doppiato da Gabriele Sabatini.
- Norman Gordon, interpretato da Ian Gelder
- Miss Teri Dwyer, interpretata da Claire Cooper
- Sovrintendente capo Jones, interpretato da Vincent Regan
- Windrush, interpretato da Johann Myers
- Staff, interpretato da David Bamber
- Peters, interpretato da Duncan Clyde
- Saul Gold, interpretato da Henry Goodman, doppiato da Mario Cordova.
- Zio Dean, interpretato da Brian McCardie
- Mushy, interpretato da Luke J.I. Smith
- Eddie Flowers, interpretato da Jack Brady
- Lil' Manny, interpretato da Leon Annor
- Lawrence McLeod, interpretato da Russ Bain, doppiato da Luca Ghillino.
- Tall Paul, interpretato da Sean Mason
- Patsy Richardson, interpretato da Marc Bannerman
- Padre John, interpretato da Ray Fearon
- Nas Stone, interpretato da Michael Obiora
- Lord Cavendish-Scott, interpretato da Julian Firth
- Abel Heimel, interpretato da Adam Levy
- Schmeckel Heimel, interpretato da Joe Hurst
- Yuda Heimel, interpretato da Kevin Sutton
- King Royston, interpretato da Emmett Scanlan
- Beth Ayres, interpretata da Emma Osman
- Inés Santiago, interpretata da Úrsula Corberó, doppiata da Elena Perino.
- Carlito Blanco, interpretato da Hovik Keuchkerian, doppiato da Paolo Marchese.
- Sylvia Garcia, interpretata da Blanca Marsillach, doppiata da Laura Boccanera.

### Personaggi secondari
- Beanie, interpretato da Jack Fox, doppiato da Davide Albano.
- Cleve il barman, interpretato da Steve Money, doppiato da Stefano Valli.
- Lupe, interpretato da Rubén Ochandiano, doppiato da Diego Suarez.

## Produzione

### Sviluppo
Il 20 aprile 2016, venne annunciato che Sony Crackle aveva ordinato un adattamento televisivo del film del 2000 Snatch - Lo strappo, creato da Alex De Rakoff, che sarà anche sceneggiatore e produttore esecutivo.
Il 19 aprile 2017, la serie è stata rinnovata per una seconda stagione, pubblicata il 13 settembre 2018.

### Casting
Nell'agosto del 2016, venne annunciato che Rupert Grint, Dougray Scott, Luke Pasqualino, Lucien Laviscount e Ed Westwick erano stati scelti per recitare nella serie. Il 23 settembre 2016, Phoebe Dynevor entrò nel cast nel ruolo di Lotti Mott. Il 7 febbraio 2018, venne annunciato che Úrsula Corberó avrebbe partecipato nella seconda stagione.

### Riprese
Le riprese della seconda stagione avrebbero dovuto iniziare durante la settimana del 29 agosto 2018 a Manchester, in Inghilterra.

## Promozione
Il trailer della prima stagione, venne pubblicato il 13 gennaio 2017. Quello per la seconda, invece, venne pubblicato il 22 agosto 2018.

## Distribuzione

### Anteprima
Il 9 marzo 2017, la serie venne presentato in anteprima nelle sale cinematografiche del ArcLight Culver City a Culver City, in California, mentre il 28 settembre è stata trasmessa alla BT Tower a Fitzrovia, un quartiere di Londra.

### Trasmissione internazionale
| Paese           | Titolo    | Rete televisiva | Data di inizio | Note   |
| --------------- | --------- | --------------- | -------------- | ------ |
| Germania        | Snatch    | AXN             | 23 maggio 2017 | [ 14 ] |
| Polonia         | Przekręt  | AXN             | 12 aprile 2017 | [ 15 ] |
| Repubblica Ceca | Podfu(c)k | AXN             | 3 maggio 2017  | n/a    |

## Accoglienza

### Prima stagione
La prima stagione è stata accolta negativamente dalla critica. Sull'aggregatore di recensioni Rotten Tomatoes ha un indice di gradimento del 33% con un voto medio di 4,61 su 10, basato su 15 recensioni. Il commento consensuale del sito recita solamente: "Snatch non afferra". Su Metacritic, invece ha un punteggio di 55 su 100, basato su 9 recensioni.

## Riconoscimenti
- 2018 - National Film Awards UK[18]
  - Candidatura per la miglior serie TV drammatica
  - Candidatura per il miglior attore a Rupert Grint
  - Candidatura per il miglior attore non protagonista a Lucien Laviscount
  - Candidatura per la miglior performance di svolta a Marc Warren